# Kostel Čtrnácti svatých pomocníků (Krompach)
Kostel Čtrnácti svatých pomocníků je pozdně barokní kostel dostavěný roku 1784 a náležející pod Římskokatolickou farnost Krompach. Kostel v Krompachu v podhůří Lužických hor je chráněn od roku 2011 jako kulturní památka.

## Historie

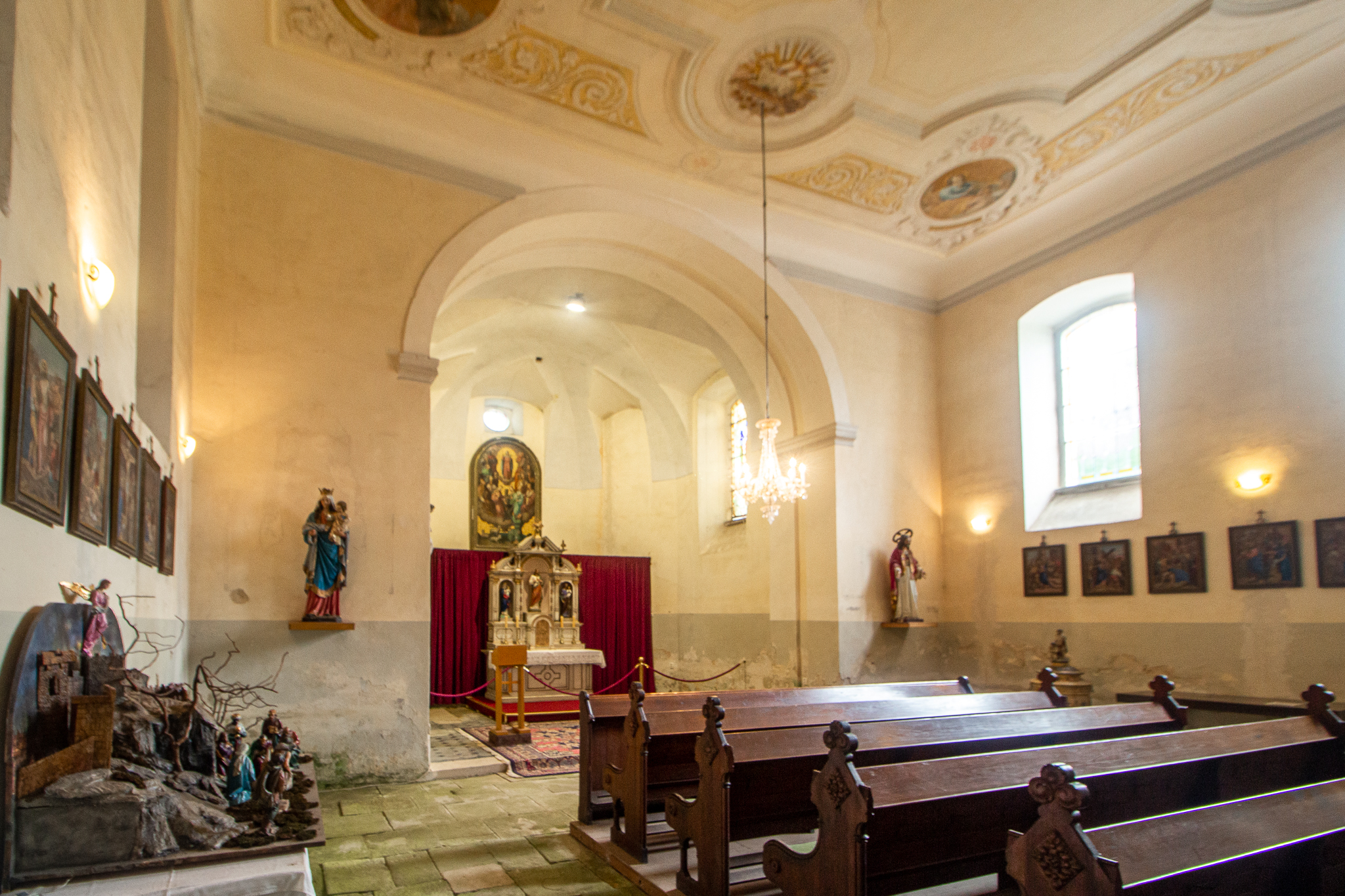
Interiér kostela Čtrnácti svatých pomocníků v Krompachu

Byl postaven v letech 1770 až 1784 díky přispění obyvatelstva a církevního náboženského fondu. Od roku 2011 je kostel zapsán v celostátním seznamu kulturních památek pod číslem 104517. V témže roce jej poškodil blesk. Na zápisu a v péči o kostel se podílí jak cvikovská farnost, tak občanské sdružení, nyní spolek Jánské kameny – Johannisstein. Přístupný bývá jednou ročně.
Duchovní správci kostela jsou uvedeni na stránce: Římskokatolická farnost Krompach.

## Architektura

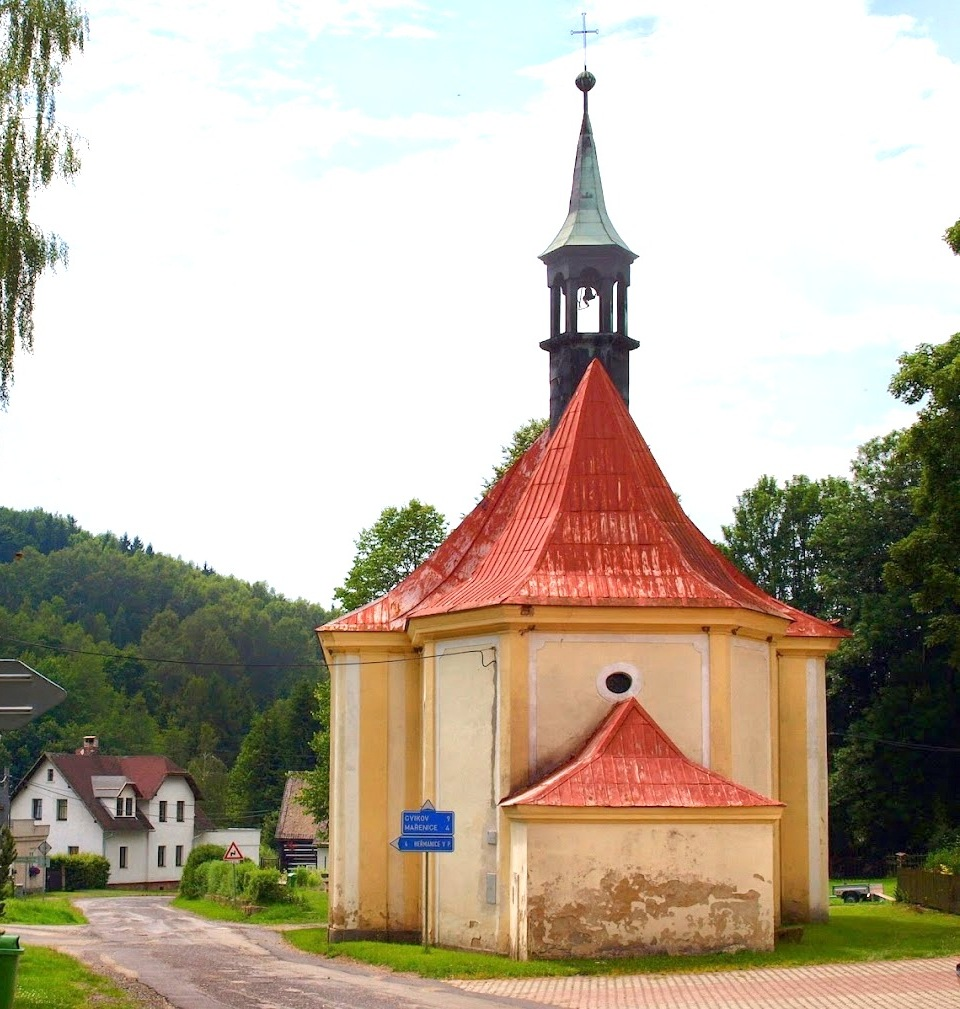
Kostel Čtrnácti svatých pomocníků v Krompachu, léto 2015

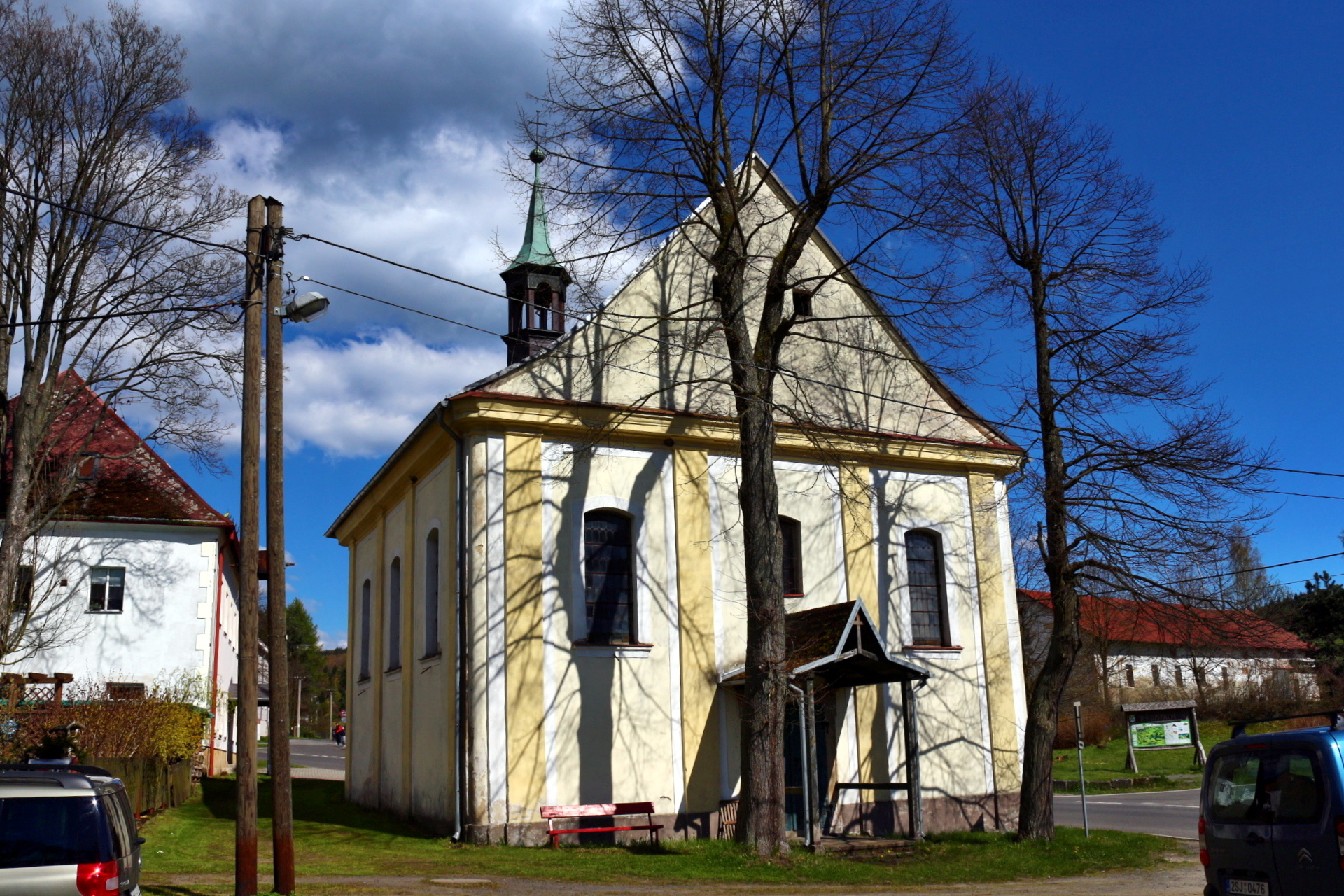
Náves obce Krompach s průčelím opraveného kostela, r. 2017

Kostel je jednolodní, v půdorysu obdélníkový s trojboce uzavřeným presbytářem s obdélnou sakristií v jeho závěru. Zvnějšku je členěn lizénami, vpadlými vykrajovanými rámci a obdélnými segmentem ukončenými okny. Průčelí kostela je vyvrcholeno trojúhelníkovým štítem. V interiéru má presbytář valenou klenbu s lunetami. Loď má plochý strop. Z části je loď zastavěná tříramennou dřevěnou kruchtou, napojenou na kamennou kruchtu, která je podklenuta plackami. V lodi je iluzívní malba pilastrů a okenní ostění. Na stropě se nalézá štukový rámec s malbou z 19. století.

## Vybavení
Hlavní oltář s obrazem z 19. století je pozdně barokní a pochází z poslední třetiny 18. století. Dva boční oltáře Krista a Panny Marie mají dřevěné kulisy s iluzívní architektonickou malbou z konce 18. století. Rokoková kazatelna s výzdobou rokají a růžiček pochází z poslední třetiny 18. století. V kostele se nachází pozdně barokní socha sv. Jana Nepomuckého a socha Immaculaty z období kolem roku 1750. Kamenná křtitelnice s dřevěným víkem se skupinkou Křtu Páně je datovaná do roku 1787.

## Okolí kostela
Při kostele stojí výklenková kaple, která je členěná pilastry. V nice kaple se ve štítu nachází zlidovělá soška sv. Jana Nepomuckého. Je zde také pozdně barokní reliéf Kalvárie z konce 18. století.